# São João da Paraúna
São João da Paraúna är en kommun i Brasilien.   Den ligger i delstaten Goiás, i den centrala delen av landet, 280 km väster om huvudstaden Brasília. Antalet invånare är 1 692.
Omgivningarna runt São João da Paraúna är en mosaik av jordbruksmark och naturlig växtlighet. Runt São João da Paraúna är det mycket glesbefolkat, med 6 invånare per kvadratkilometer.